# Všedobr horský
Všedobr horský (Peucedanum ostruthium, syn. Imperatoria ostruthium) je vytrvalá bylina z čeledi miříkovité.

## Synonyma

#### Vědecká synonyma
- Angelica ostruthium (L.) Lag.
- Ostruthium officinale Link
- Peucedanum ostruthium (L.) W.D.J. Koch 1824
- Selinum imperatoria Crantz
- Selinum ostruthium (L.) Wallr

#### Původní národní názvy
- smldník všedobr
- všedobr horní

## Popis
Všedobr horský je vytrvalá, silně po celeru páchnoucí bylina s jednoduchou dutou rýhovanou lodyhou, většinou přímou, která vyráží z krátkého hlízovitého, asi na prst tlustého oddenku. Pokud je lodyha větvená, tak pouze chudě v horní části. Rostlina dorůstá výšky 0,3 až 1 m. Spodní listy jsou řapíkaté, zpravidla jednoduše nebo dvojitě trojčetné, až 35 cm dlouhé, složené z vejčitých lístků a úkrojků nestejně po okraji pilovitých. Horní lodyžní listy jsou přisedlé nafouklými pochvami. Květy jsou složeny do bohatých okolíků, které mají až 50 okolíčků s drobnou bílou, někdy až narůžovělou korunou. Kvete od června srpna. Plod, vejčitá křídlatá dvojnažka velikosti max. 5 mm má tři vyniklá žebra s výraznými postranními křídly.

## Rozšíření
Vyskytuje se téměř v celé Evropě, přičemž výskyt je hlavně druhotný, spojený s umělou kultivací této léčivé rostliny. Původní by mohl být v horách středního Španělska v Pyrenejích a Alpách. V českých zemích byl rozšířen, stejně jako například příbuzná čechřice vonná, pravděpodobně už při německé kolonizaci horských oblastí, kde místy zplaněl. Dnes proto roste především v pohraničních pohořích, zejména v Krušných horách, Krkonoších, Jizerských horách, Orlických horách, Beskydech, ale také ve Žďárských vrších.

## Stanoviště a ekologie
Roste na vlhčích loukách, v příkopech cest, podél potoků, v křovinách, na sutinách a rumištích v místech zaniklých horských domů a sídel. Rostlina je v ČR často svým rozšířením lokálně vázána na původně německé osídlení horských poloh.

## Mezitaxonové vztahy
Spásačem je kozlíček – 9,5 mm až 16 mm velký tesařík Phytoecia affinis affinis.

## Galerie

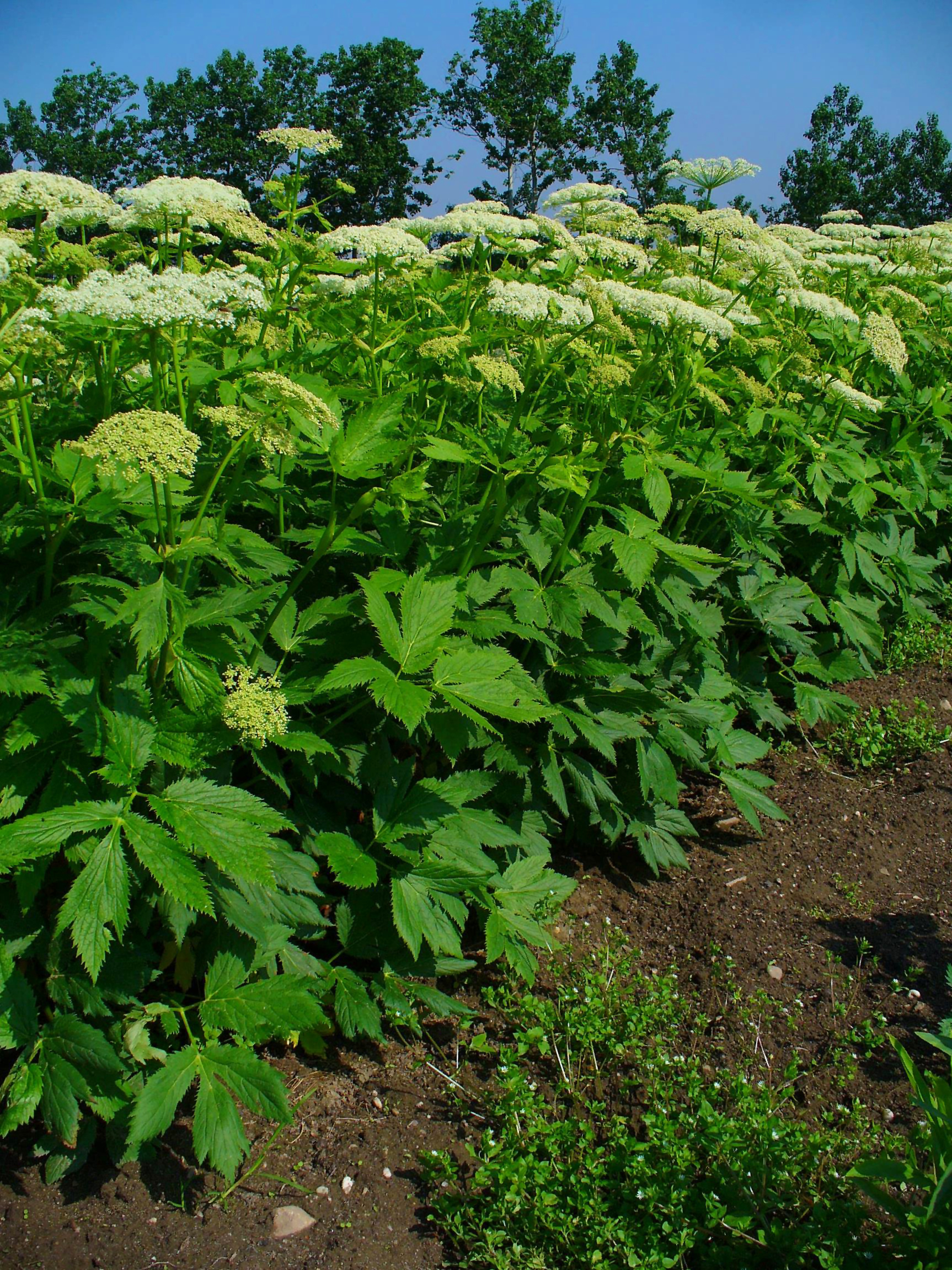
Pěstovaná rostlina
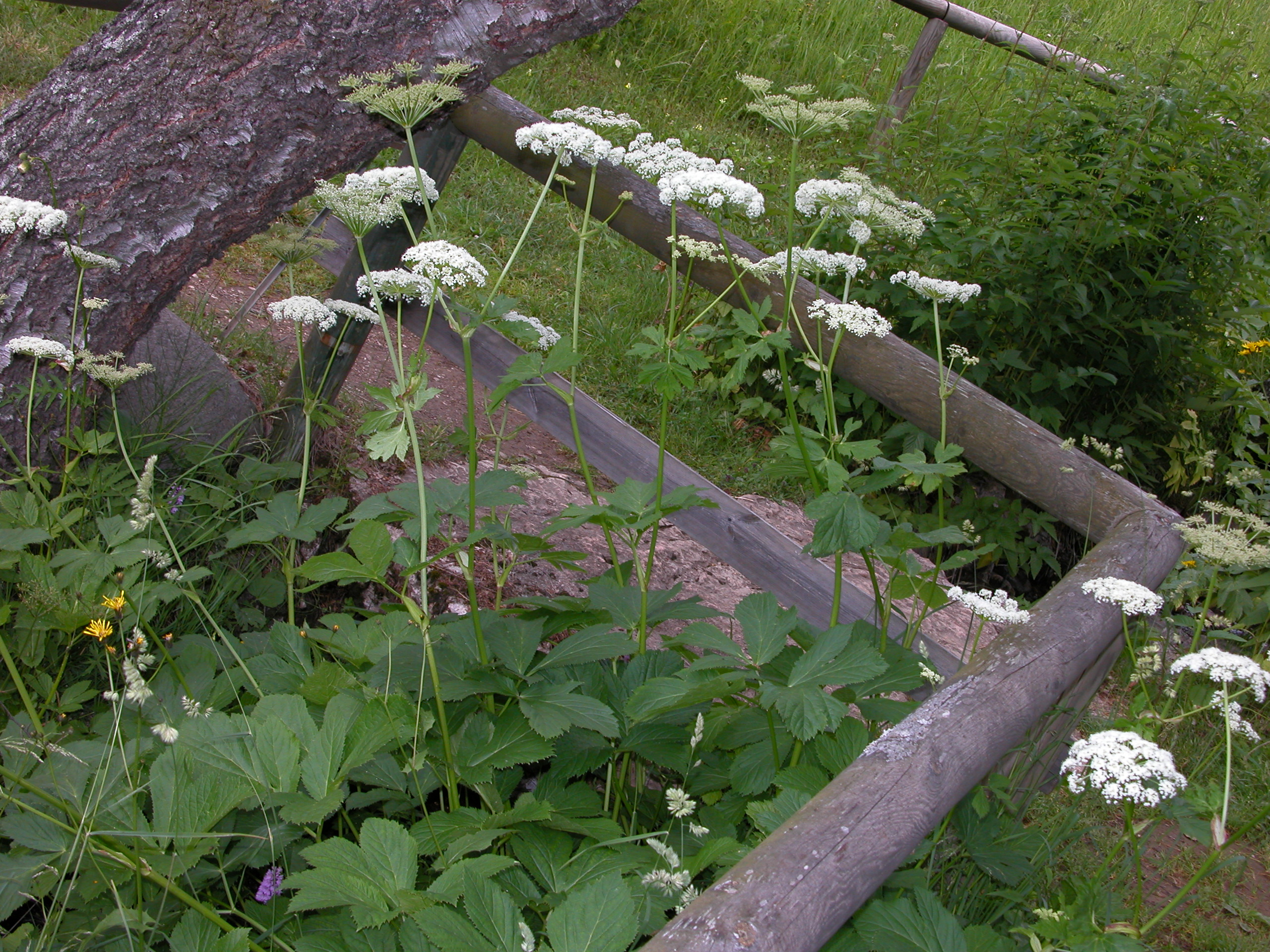
Volně rostoucí rostlina
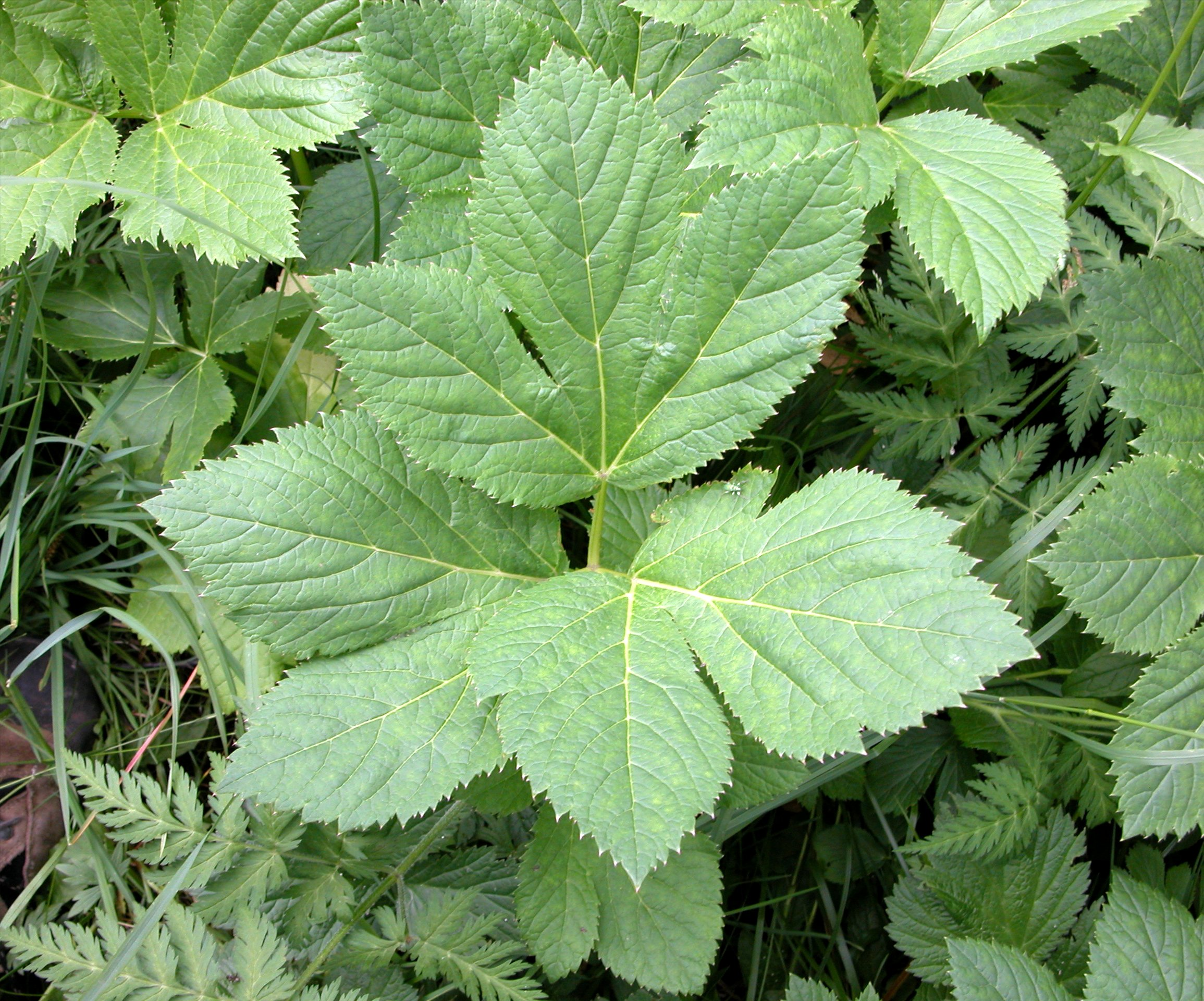
Vyrašený list
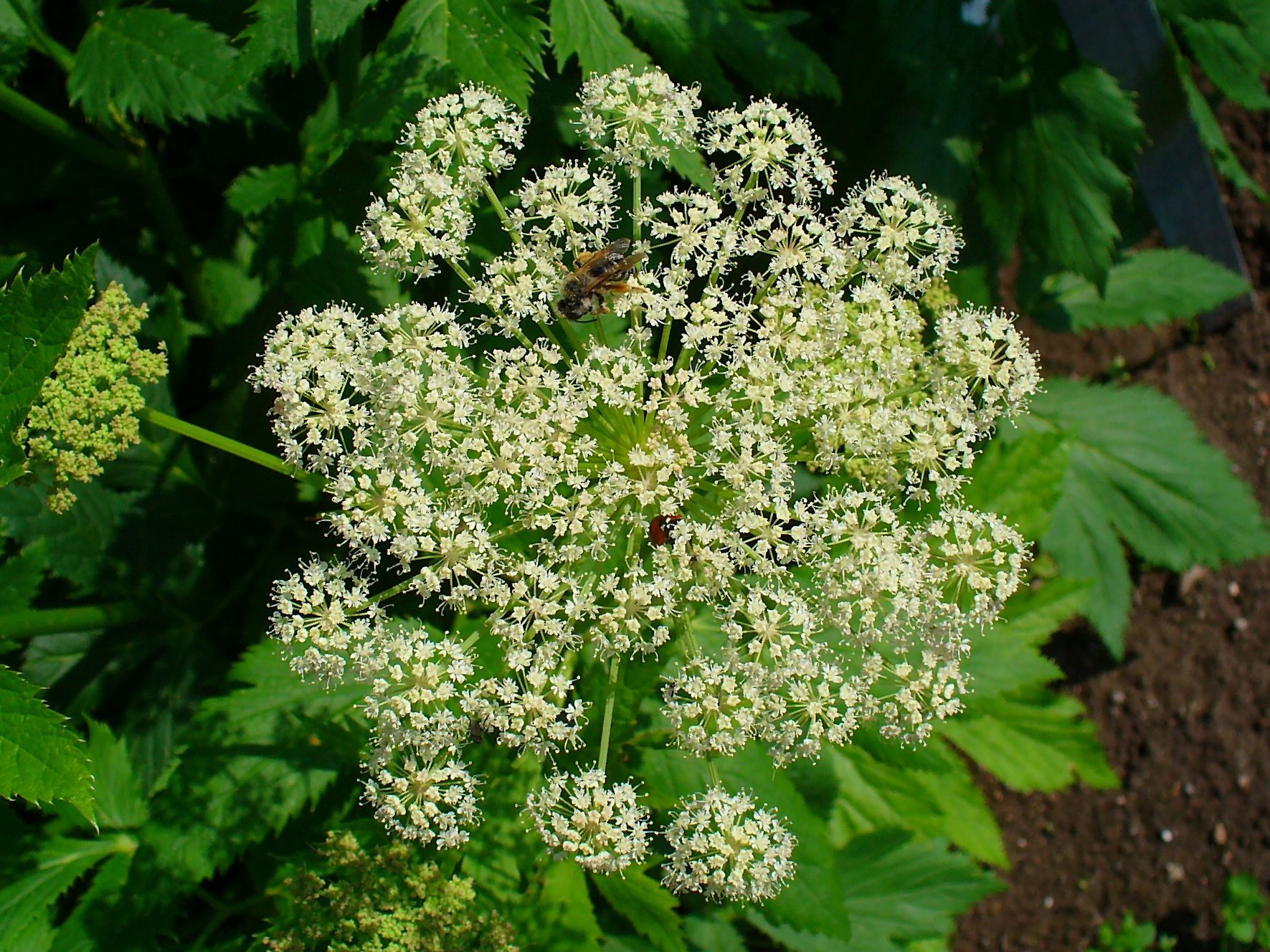
Květenství
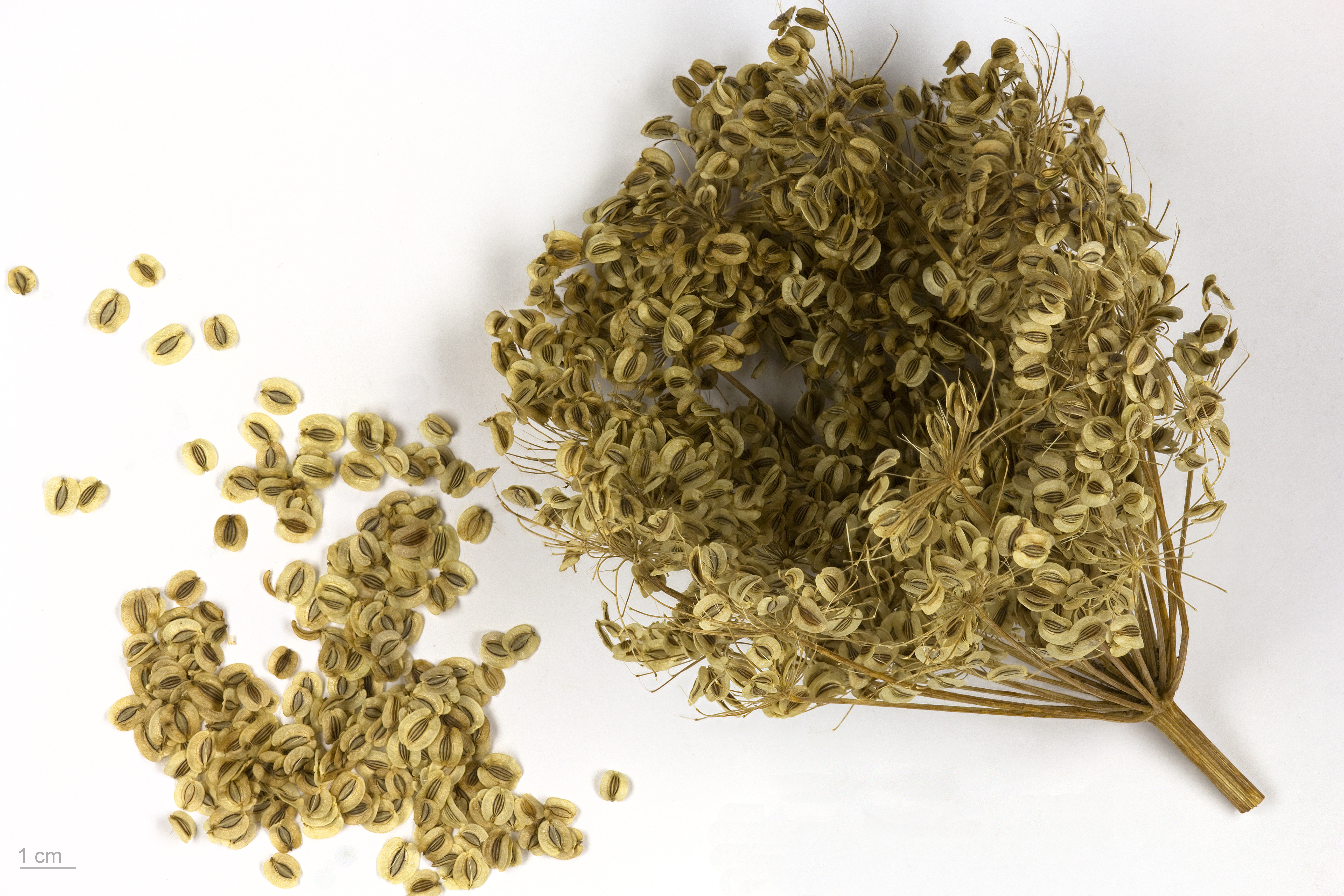
Suché plodenství
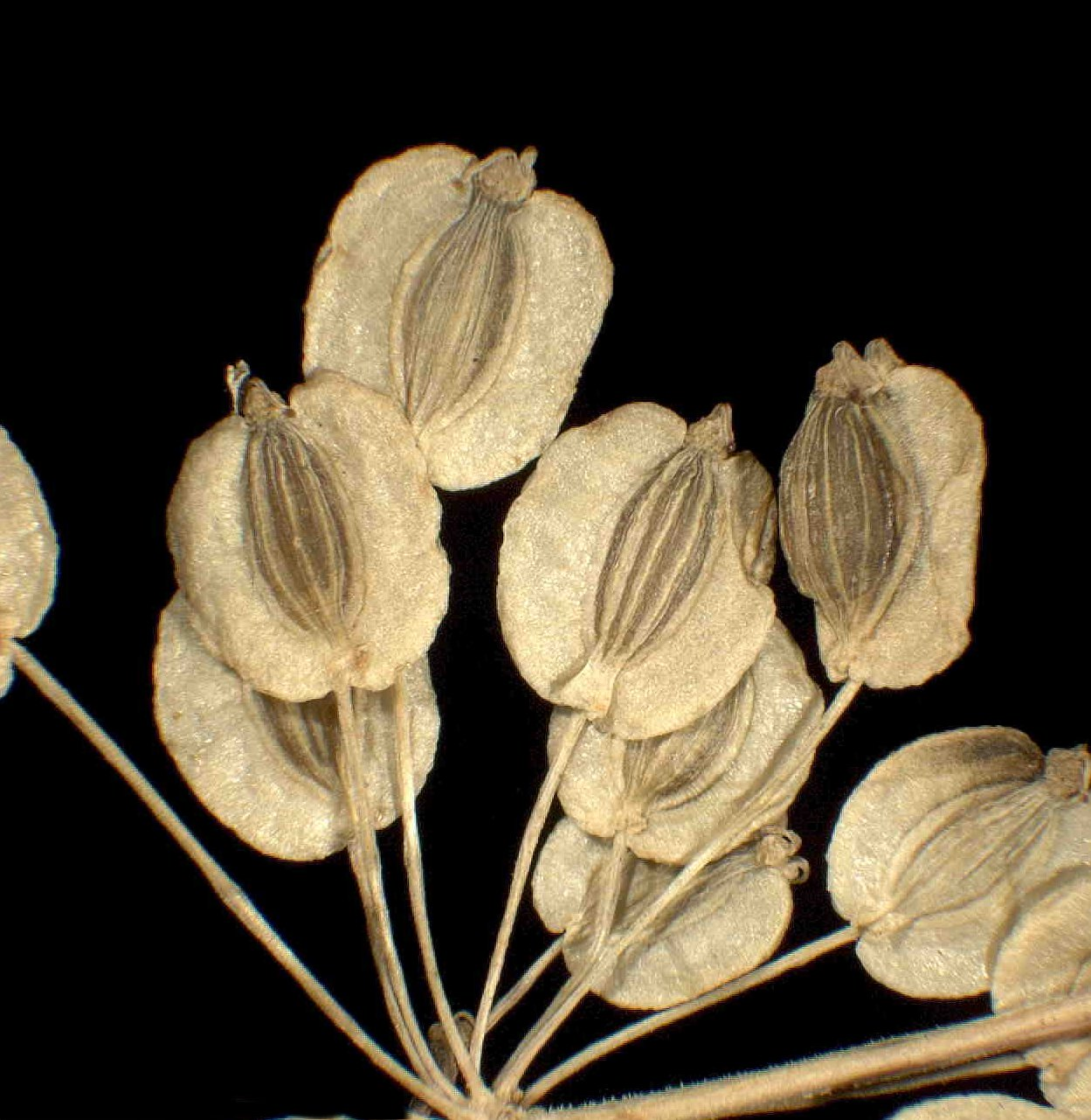
Křídlaté dvojnažky
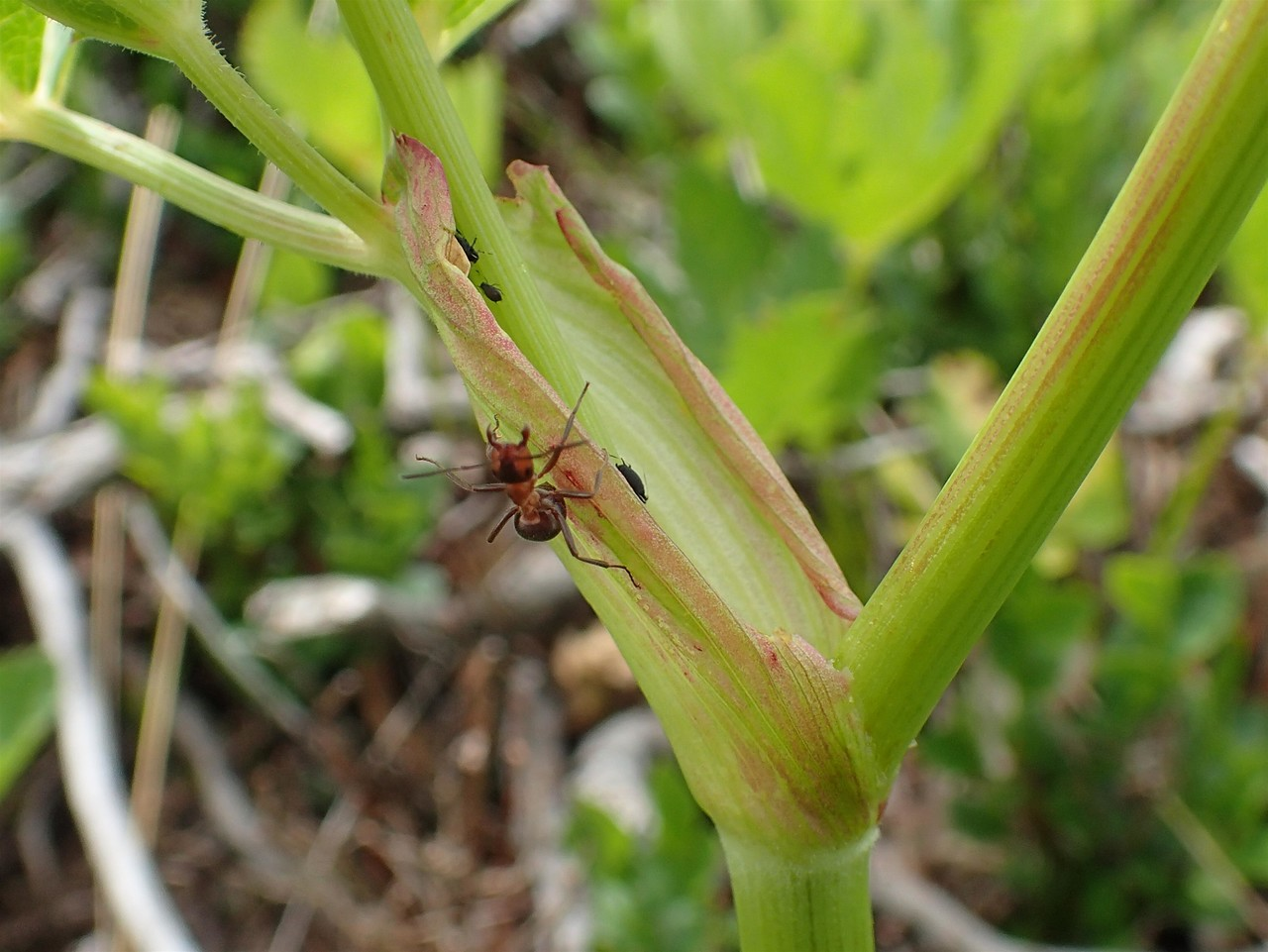
Pochva s hmyzem
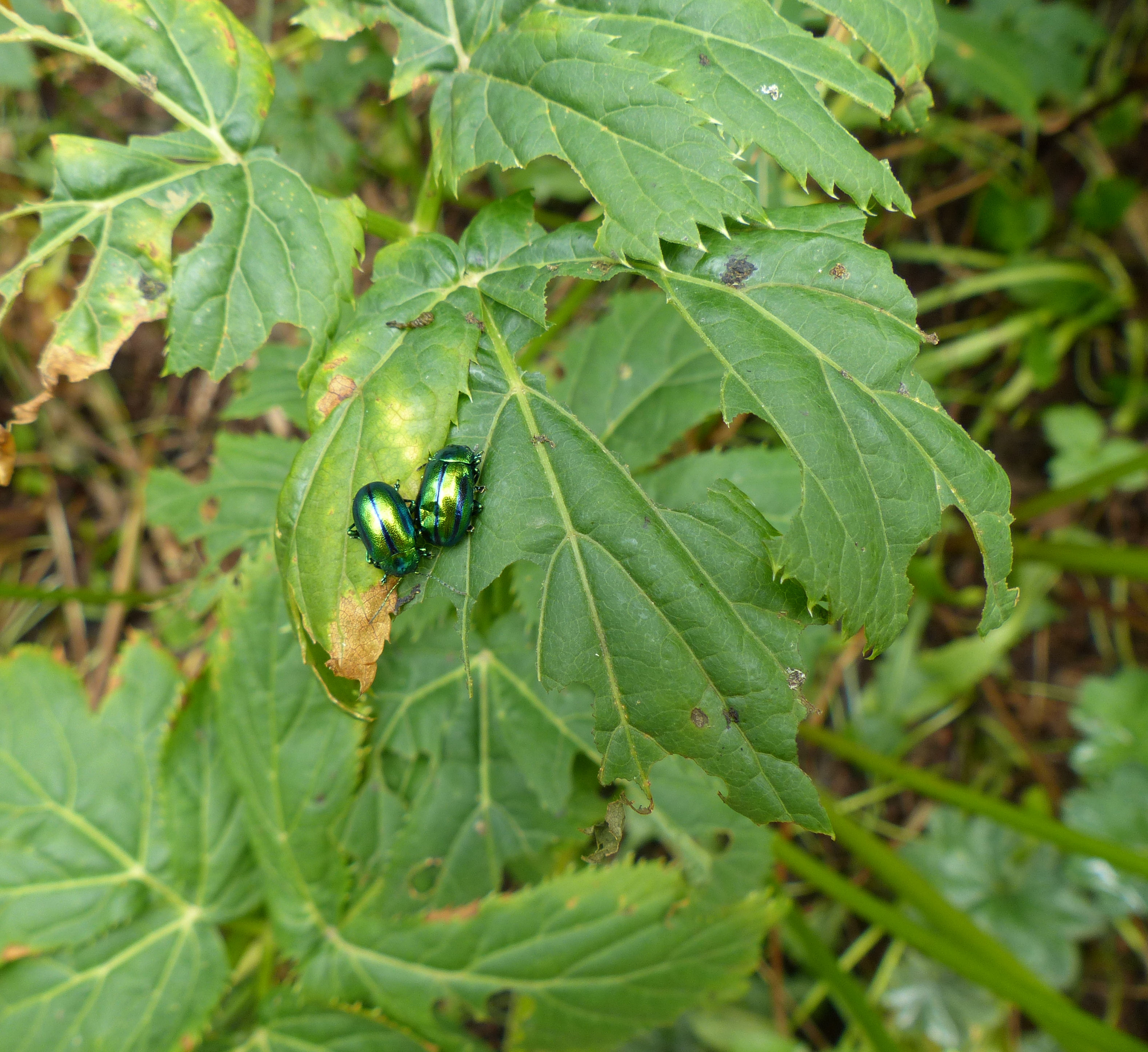
List s mandelinkami
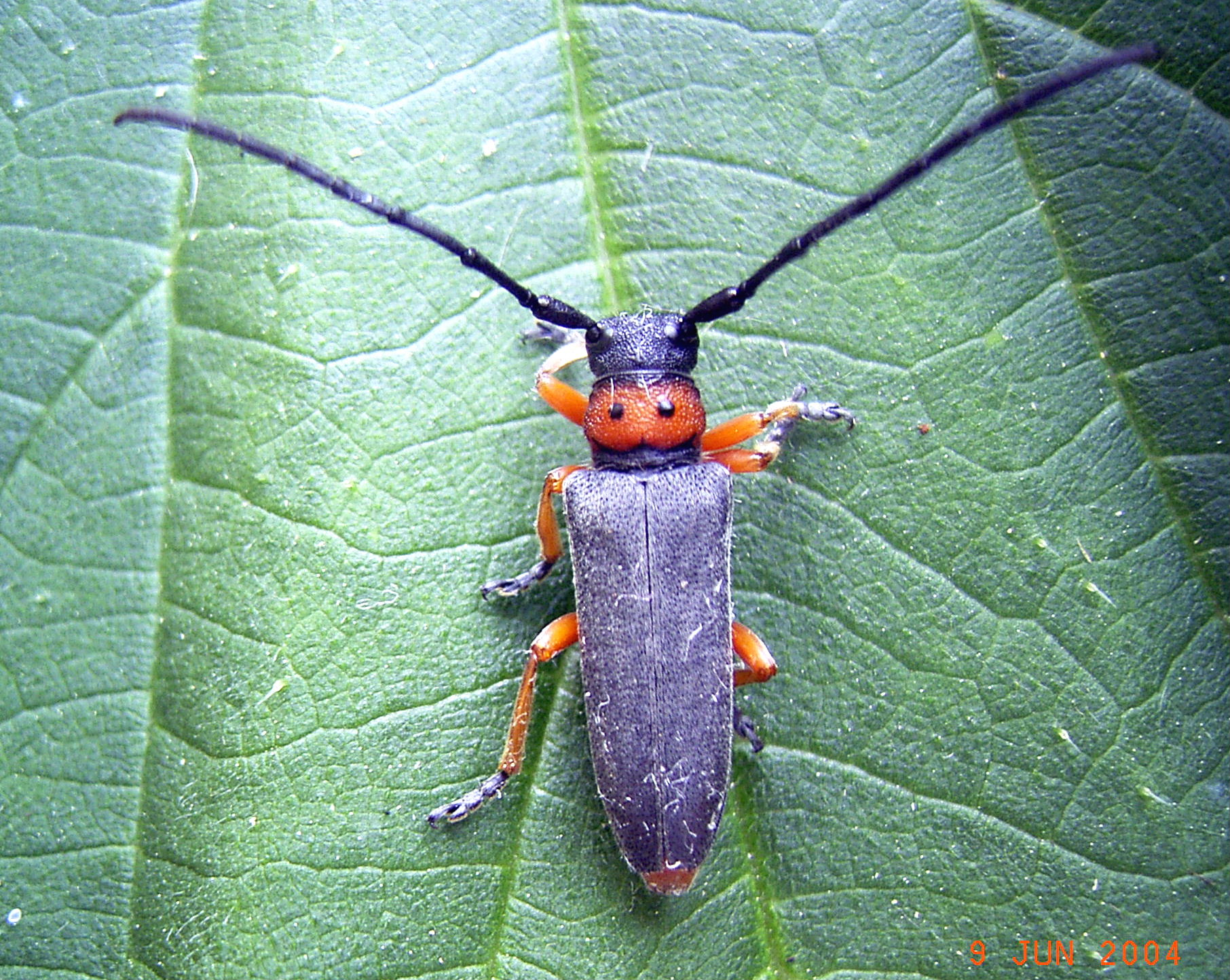
Spásač Phytoecia nigripes (na rostlině jiného druhu)

## Lidové názvy
Rystonová uvádí následující lidové názvy: bylina vytahující, kořen císařský, kořen mistrovský, kořen mistrův (radix magistalis), kořen podágrový, kořen vředový, král všech kořenů, magistrancium, majstrkus, mistrovo víno (vinný macerát), mistrův kořen, podágrová bylina, svatého Jana ruka, rostlina císařská, vředové koření, vředový Janek, všelék.

## Význam
Někdy je pěstován. Oddenek se používal v tradiční humánní i veterinární medicíně v podobě mastí, zásypů, pilulek i lihových extraktů. Droga má ostrý aromatický pach a palčivě nahořklou chuť. Ve středověku platil oddenek dokonce za univerzální lék. V minulosti se využíval též jako rostlina magická.
Je třeba dát si pozor na záměnu se smldníkem lékařským (Peucedanum officicinale) nebo s jinými druhy rodu smldník.
Druh je z hlediska ohrožení řazen do kategorie C4 (vzácnější taxon vyžadující další pozornost).